# Ciques
Ciques (Cycas revoluta) és una espècie de gimnosperma de la família de les cicadàcies originària del sud del Japó i molt utilitzada com a planta ornamental. Es coneix també com a segú del Japó i palma de segú.
Exteriorment sembla una palmera amb les que no guarda cap relació ja que es tracta d'un cicadòfit.

## Característiques
És una planta molt simètrica amb una corona de fulles pinnades, de 50 a 150 cm de llarg, de color verd fosc. El tronc fa uns 20 cm de diàmetre que en les plantes joves és molt baix i fins i tot subterrani. En individus molt vells arriba a fer 7 metres d'alçada. Però la planta és de creixement molt lent i li cal de 50 a 100 anys en fer aquesta alçada. Els troncs es poden ramificar.

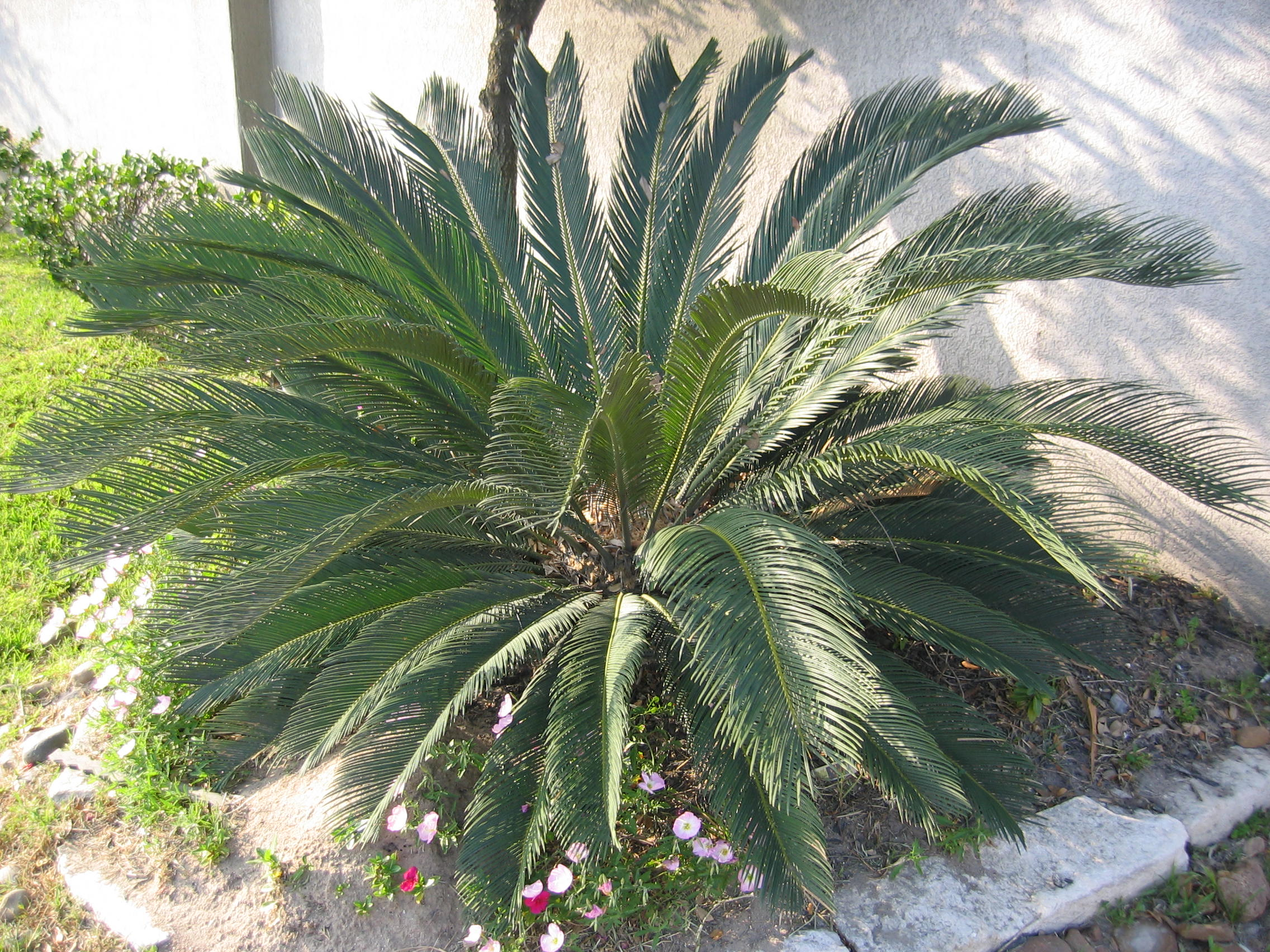
Cycas revoluta

La propagació de les ciques es fa per llavor o per fillols basals. És planta dioica, només els mascles fan uns vistosos cons.

## Cultiu, usos i plantament
En regions prou càlides com el litoral Mediterrani poden créixer a l'exterior, és bastant tolerant a la sequera i pot créixer a ple sol o a l'ombra a l'exterior però a l'interior de les cases necessita llum. També creix com a Bonsai.
Suporta glaçades bastant fortes (entre 10 i 15 sota zero). Pot tornar a fer fulles després del fred.

## Toxicitat
És molt verinosa per a animals i humans si s'ingereix, hi ha hagut intoxicacions en gossos que s'han menjat les fulles. En els gossos, en 12 hores es presenten símptomes com vòmits, diarrea i hepatotoxicitat. Totes les parts de la planta són tòxiques però les llavors són les que ho són més. La toxina que es presenta s'anomena cicasina.